# Angostura Fútbol Club
Angostura Fútbol Club é um clube de futebol localizado em Ciudad Bolívar, no estado de Bolívar na Venezuela.  Atualmente participa da 1ª Divisão do Campeonato Venezuelano de Futebol.
Em 2022, conquistou o seu primeiro título a nível nacional: a segunda divisão venezuelana.

## Títulos
- Campeonato Venezuelano de Futebol da Segunda Divisão: 1 (2022)